# Warner Bros. Discovery
Pour les articles homonymes, voir Warner.
Warner Bros. Discovery, Inc. (WBD) est un conglomérat américain multinational de médias et divertissements.
Warner Bros. Discovery est né le 8 avril 2022 de la fusion de WarnerMedia et Discovery, Inc.. Le nom de l'entreprise est une combinaison du studio de télévision et de cinéma Warner Bros. et de la chaîne de télévision payante Discovery Channel.
Les propriétés de la société sont divisées en sept unités commerciales, dont les studios phares de cinéma et de télévision Warner Bros., HBO, CNN, U.S. Networks (qui comprend presque tous les réseaux câblés de Discovery et WarnerMedia, y compris les réseaux Turner Entertainment, Cartoon Network et Adult Swim, Discovery Channel et ses réseaux frères, les anciennes chaînes interactives de Scripps Networks telles que Food Network et HGTV, et possède une petite participation dans The CW (12,5%) aux côtés de Paramount Global (anciennement ViacomCBS) qui possède également 12,5%, Sports (qui comprend les réseaux Eurosport de Discovery et la division Turner Sports de WarnerMedia), Global Streaming & Interactive Entertainment (qui comprend les services de streaming Discovery+ et HBO Max, et l'éditeur de jeux vidéo Warner Bros. Interactive Entertainment) et les réseaux internationaux.

## Histoire

### Formation du groupe (2021–2022)
Le 16 mai 2021, Bloomberg News a rapporté qu'AT&T était en pourparlers avec Discovery, Inc. pour qu'elle fusionne avec WarnerMedia, la société mère de Warner Bros., pour former une société cotée en bourse qui serait divisée entre ses actionnaires,.

Le 17 mai 2021, AT&T a annoncé qu'elle avait accepté de céder sa participation dans la filiale de médias et de divertissement en propriété exclusive WarnerMedia (l'ancienne Time Warner, qu'AT&T a acquise en 2018 pour un peu plus de 85 milliards de dollars américains dans le but de devenir une filiale verticale conglomérat de médias intégrés) et fusionner avec Discovery Inc. pour former une nouvelle société, qui est soumise à l'approbation réglementaire. La fusion, qui devrait être achevée à la mi-2022, sera structurée comme un Reverse Morris Trust avec les actionnaires d'AT&T détenant une participation de 71 % dans les actions de la nouvelle société et nommant sept membres du conseil d'administration, et les actionnaires de Discovery détenant une participation de 29 % et nommant six membres du conseil d'administration. AT&T recevra 43 milliards de dollars en espèces et en dettes de la scission,,.

### Début des opérations (depuis 2022)
Le 5 avril 2022, il est confirmé que le PDG de WarnerMedia, Jason Kilar (ancien président-directeur général et cofondateur de Hulu) quitte l'entreprise, tout comme Ann Sarnoff qui fut la présidente de Warner Bros. (d'été 2019 au 8 avril 2022), ainsi que plusieurs employés de WarnerMedia. Toby Emmerich reste tout de même dans la nouvelle société et sera président de Warner Bros. Pictures Group, tout comme Tom Ascheim qui conservera son poste en tant que président de Warner Bros. Global Kids, Young Adults and Classics jusqu'au 11 mai 2022 où il fut à son tour poussé vers la porte.
Le 6 avril 2022, Variety confirme que la fusion entre WarnerMedia et Discovery s'achèvera le 8 avril 2022.

## Actifs
| WarnerMedia - Adult Swim - Alloy Entertainment - Avalanche Software - Bleacher Report - Boing - Boomerang - Cartoon Network - Cartoon Network Studios - Castle Rock Entertainment - Cartoonito - Cinemax - CNN - CNN+ - DC Comics - Glitz - Hanna-Barbera Studios Europe - HBO - HBO Max - HLN - HTV - I.Sat - IStreamPlanet - Lazytown Entertainment - Mad Magazine - Monolith Productions - NetherRealm Studios - New Line Cinema - Oh!K - Ole Distribution (coentreprise) - Otter Media - Pogo - Portkey Games - Rocksteady Studios - Space - Studio Distribution Services (50%) - TBS - Telepictures - The CW (12,5%) - The Wolper Organization - Toonami - Tooncast - TNT - TruTV - Turner Broadcasting System - Turner Classic Movies - Turner Entertainment Co. - Turner Sports - TT Games - Warner Animation Group - Warner Bros. - Warner Bros. Animation - Warner Bros. Interactive Entertainment - Warner TV - WaterTower Music - Williams Street - World Heritage Channel | Discovery, Inc. - All3Media (50%) - American Heroes Channel - Animal Planet - Asian Food Network - Bravo New Zealand (coentreprise) - Breeze TV - Cooking Channel (69%) - Destination America - Discovery+ - Discovery Channel - Discovery Digital Studios - Discovery Familia - Discovery Family (60%) - Discovery Home & Health - Discovery Kids India - Discovery Kids Latin America - Discovery Life - Discovery Turbo - DMAX - DTX - Eden - Eurosport - Fatafeat - Food Network (69%) - Frisbee - Golf Digest - GolfTV - Golf World - HGTV - Investigation Discovery - K2 - Living - Magnolia Network (participation majoritaire) - Motor Trend (50%) - Motor Trend Group - OWN (95%) - Philo (coentreprise) - Red Televisiva Megavisión (coentreprise) - Quest - Rachael Ray Entertainment - Really - Reshet (21%) - Rush - Science Channel - Tele 5 - The Edge TV - Three - TLC - Travel Channel - TVN Group |

## Organisation
| Source : The Holliwood Reporter' - Samuel A. DiPiazza, président - David Zaslav - Robert Bennett - Li Haslett Chen - Richard Fisher - Paul Gould - Debra L. Lee - John C. Malone - Fazal Merchant - Steven Miron - Steven Newhouse - Paula Price - Geoffrey Yang | Source : Discovery, Inc. - David Zaslav, directeur général - Gunnar Wiedenfels, directeur financier - Lori Locke, Chef de la Compabilité - Bruce Campbell, Directeur des revenus et de la stratégie - Jon Steinlauf, Directeur des ventes publicitaires aux États-Unis - Adria Alpert Romm, Directrice des ressources humaines et de la culture - Asif Sadiq, Directeur mondial de la diversité, de l'équité et de l'inclusion - Michael De Luca, Président de Warner Bros. Pictures Group - Pamela Abdy, Présidente de Warner Bros. Pictures Group - James Gunn et Peter Safran, sont co-PDG de DC Studios - Channing Dungey, Présidente de Warner Bros. Television Group - Sam Register, Président de Warner Bros. Animation et Cartoon Network Studios - Kathleen Finch, Présidente et directrice du contenu d'US Networks Group - Michael Ouweleen, Président de Cartoon Network, Adult Swim, Boomerang, Cartoonito - David Leavy, Chef des affaires corporatives - Nathaniel Brown, Chef de la communication d'entreprise - JB Perrette, Directeur général et président de Warner Bros. Discovery Global Streaming and Interactive Entertainment - Casey Bloys, Directeur du contenu de HBO et HBO Max - Chris Licht, Président et Directeur Général de CNN Global - Luis Silberwasser, Président de Warner Bros. Discovery Sports - Savalle Sims, Avocat Général - Gerhard Zeiler, Président de Warner Bros. Discovery International |

## Identité visuelle

### Logo

#### De TimeWarner à WarnerMedia (1990–2022)

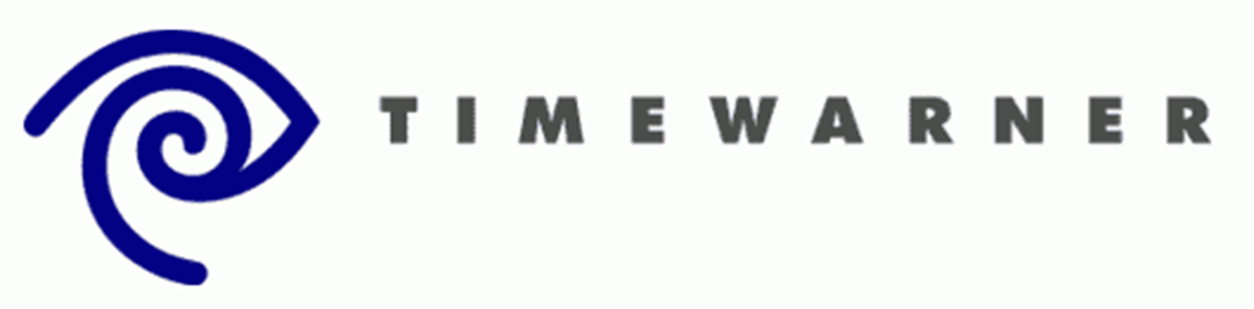
Logo de TimeWarner de 1990 à 1993
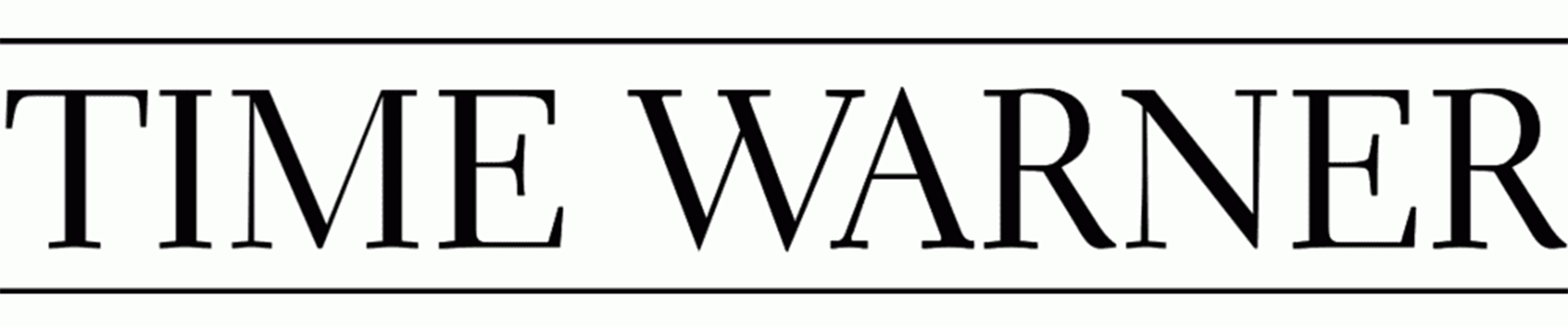
Logo de TimeWarner de 1993 à 2001
Logo d'AOL Time Warner de 2001 à 2003.
Logo de Time Warner de 2003 à 2018.
Logo de WarnerMedia de 2018 à 2019.
Logo de WarnerMedia de 2019 à 2022.

#### Warner Bros. Discovery (depuis 2022)

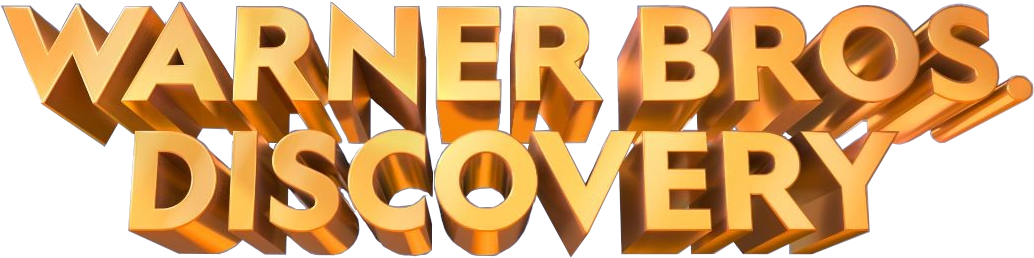
Logo provisoire de Warner Bros. Discovery de 2021 à 2022.
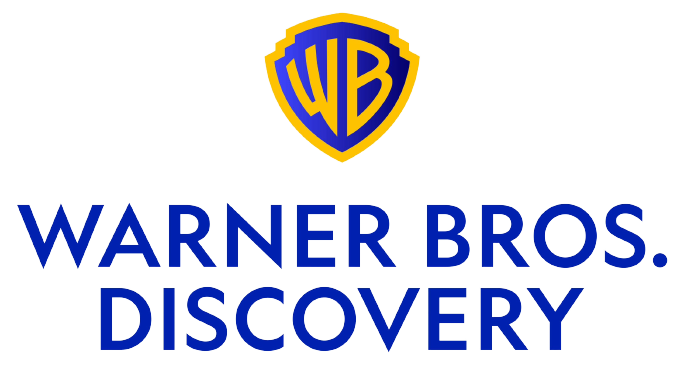
Logo de Warner Bros. Discovery depuis 2022.